# Karin Keller-Sutter
Karin Maria Keller-Sutter (Niederuzwil, 1963. december 22. –) svájci politikus, 2025 óta a Svájci Államszövetség elnöke, 2024-ben alelnöke volt, 2019 óta pedig a Szövetségi Tanács tagja. 
Keller-Sutter A Liberálisok párt tagja, az elnöksége mellett a Szövetségi Pénzügyi Minisztérium vezetője is. 2011 és 2019 között az Államtanács tagja, 2017 és 2018 között pedig az Államtanács elnöke volt.
2023-ban Keller-Suttert a Financial Times a világ egyik legbefolyásosabb nőjeként tartotta nyilván.

## Élete
A Sankt Gallen kantonbeli Wilban nőt fel. Ott és Neuenburgban iskolába járt. Ezután fordítónak és konferenciatolmácsnak tanult a zürichi tolmácsiskolában (DOZ, ma ZHAW).
Egy évig Londonban, fel évig Montréalban majd pedagógiát a Freiburgi Egyetemen tanult.

Férje Morten Keller igazságügyi orvosszakértő, és Wilben élnek, St. Gallen kantonban.

## Fordítás
- Ez a szócikk részben vagy egészben  a   Karin Keller-Sutter című német Wikipédia-szócikk fordításán alapul.  Az eredeti cikk szerkesztőit annak laptörténete sorolja fel. Ez a jelzés csupán a megfogalmazás eredetét és a szerzői jogokat jelzi, nem szolgál a cikkben szereplő információk forrásmegjelöléseként.